# Borejci
Ne zamenjujte z naseljem: Boreci
Borejci (madžarsko Borhida) je naselje v občini Tišina. Vas leži na Ravenskem, ob reki Ledavi, približno 6 km oddaljena od Murske Sobote.
V preteklosti se je skoraj vsaka družina preživljala s kmetijstvom, danes je tega vse manj. Prebivalstvo je delno katoliško, delno pa evangeličansko. V vasi tudi ni nobene kapelice, edini verski »objekt« je Gombocov križ, pri katerem je vsako leto septembra proščenje.
Otroci večinoma obiskujejo osnovno šolo v  Tišini, nadaljnje šolanje pa po navadi opravljajo v Murski Soboti. V sklopu Športnega društva Borejci delujeta nogometna kluba KMN Borejci in KMN Borejci - veterani. Skozi vas poteka tudi Pomurska planinska pot.
V vas vodita cesti iz smeri Kupšincev in Rankovcev. Na stičišču cest v Borejcih leži vaško pokopališče.
Med vasema Borejci in Rankovci stoji tudi dokaj urejeno romsko naselje, ki šteje okoli 300 prebivalcev.

## Prireditve
Leta 1954 Borovo gostüvanje.
Od leta 2003  Kmečke igre (vsako poletje)